# Agostino Steuco
Agostino Steuco, parfois Augustin Steucho, (en latin Agostinus Steuchus ou Eugubinus) né à Gubbio en Ombrie (vers 1497/1498 - 1548), de la famille Steuchi ou Stucchi, est un philologue et philosophe italien; exégète des textes bibliques ayant une connaissance approfondie du latin, du grec et de l'hébreu, il s'oppose avec ténacité à la réforme protestante et participe au Concile de Trente.

## Biographie
En 1513, il entre dans la congrégation de l'Ordre des chanoines augustins du Saint Sauveur de Bologne, puis dans le monastère de San Secundo, à Gubbio, changeant son nom de baptême Guido en Augustin.
En 1524, il se rend au cloître principal de Bologne, il suit des cours d'hébreu et de rhétorique à l'Université de Bologne.
En 1525, il est envoyé par sa congrégation au monastère de Sant'Antonio di Castello à Venise, où, en raison de son expertise en langues bibliques et en philologie, il est chargé de la bibliothèque du monastère, offerte aux chanoines par le cardinal Domenico Grimani. De nombreuses œuvres bibliques, hébraïques et philosophiques de la collection avaient appartenu à Jean Pic de la Mirandole.
Au cours des années suivantes (1529-33), Steuco écrit une série d'ouvrages polémiques contre Martin Luther et Érasme, les accusant d'avoir aidé à fomenter la révolte protestante contre l'Église.
Ces œuvres montrent le ferme soutien de Steuco pour les traditions et les pratiques de l'Église, et sa défense résolue de l'autorité papale. Une partie de sa production durant cette période comprend un intense travail philologique sur l'Ancien Testament, culminant dans la publication du Veteris testamenti ad Hebraicam veritatem recognito, pour la composition duquel il s'est basé sur des manuscrits hébraïques et grecs extraits de la bibliothèque Grimani, utiles pour corriger le texte de la traduction latine de la Vulgate rédigé par Jérôme de Stridon. En révisant et en expliquant le texte, il ne s'est jamais écarté du sens littéral et historique.
Parallèlement  à ce travail d'exégèse biblique, il rédige à la même période un travail philosophique syncrétique, qu'il intitula  le Cosmopoeia (Cosmopée).
Ses œuvres polémiques et exégétiques attirèrent l'attention du Pape Paul III, et en 1538 le pape nomme Steuco évêque Steuchus de Kissamos (sur l'île de Crète), et bibliothécaire de la collection papale de manuscrits et d'estampes du Vatican. En 1541, Steuco se rend à Lucques avec Paul III et l'empereur Charles Quint. Bien qu'il n'ait jamais visité son évêché en Crète, Steuco s'aquitta de son rôle de bibliothécaire du Vatican jusqu'à sa mort en 1548.
Pendant son séjour à Rome, il a rédigé des annotations de l'Ancien Testament sur le Livre de Job et a corrigé les textes, s'appuyant méthodiquement  sur des sources hébraïques pour annoter et corriger les textes.
En 1540, il publia un ouvrage majeur intitulé De perenni philosophia  libri X, dédié à Paul III, dans lequel il tente de montrer que nombre d'idées exposées par les sages, poètes et philosophes de l'Antiquité (Thalès, Pythagore, Parménide, Platon, Aristote, Plutarque, Numénios d'Apamée, les néoplatoniciens, Philon d'Alexandrie, ainsi que des œuvres telles que les Oracles chaldaïques, les Oracles sibyllins) étaient essentiellement en harmonie avec les doctrines du christianisme,.
Depuis Marsile Ficin et Pic de la Mirandole, ces idées se retrouvaient un peu partout dans la pensée de la Renaissance qui s'étendit de l'Italie à la France et à l'Allemagne, mais ce fut le premier livre consacré au sujet.
Cet ouvrage contient également une polémique indirecte, puisque Steuco a élaboré un certain nombre de ces arguments pour soutenir de nombreuses positions théologiques qui avaient été remises en question en Italie par les partisans de la réforme et les critiques de la tradition de la foi catholique.
En tant qu'humaniste, il s'intéressait profondément aux ruines de la Rome antique et à la rénovation urbaine de la ville. A cet égard, il a rédigé une série de courtes oraisons dans lesquelles il recommande expressément au Pape Paul III de rénover l'Aqueduc de l'Aqua Virgo, afin de répondre de manière adéquate aux besoins en eau douce de la ville de Rome.
En 1547, Steuco fut envoyé par le Pape Paul III pour assister au Concile de Trente à Bologne, lui confiant la tâche de soutenir l'autorité et les prérogatives du Pape.
Steuco est mort en 1548, à l'âge de cinquante-trois ans, alors qu'il se trouvait à Venise en raison de problèmes de santé, et où il tentait de se rétablir pendant une période de suspension du concile.
En 1591, ses ossements furent transférés à l'Ermitage de Sant'Ambrogio à Gubbio.